# Chalcostigma heteropogon
Chalcostigma heteropogon là một loài chim trong họ Trochilidae.